# Delou
Delou – wór ze skóry wołowej lub rzadziej koziej o pojemności 15-35 litrów, stosowany w Afryce Północnej do podnoszenia poziomu wód. Wór niesiony jest przez zwierzę ciągnące sznur przez blok przymocowany do oparcia drewnianego lub kamiennego. Wór ten u podstawy ma spust, który jest sfałdowany przez powróz w czasie, gdy wór podnoszony jest w górę, lecz otwiera się, gdy osiągnie on najwyższy poziom. Woda wylewa się wówczas do niewielkiego zbiornika – stawku, który zaopatruje główny kanał nawadniający. Zwierzęciem poruszającym delou jest najczęściej wół lub osioł, rzadziej wielbłąd czy też muł. Zwierzęciu towarzyszy człowiek, do którego należy manewr powrozem fałdującym lub rozciągającym spust. Za pomocą tego urządzenia dziennie można nawodnić do 0,5 ha.